# Tersilochus cognatus
Tersilochus cognatus là một loài tò vò trong họ Ichneumonidae.